# Robinsonecio
Robinsonecio är ett släkte av korgblommiga växter. Robinsonecio ingår i familjen korgblommiga växter.
Kladogram enligt Catalogue of Life:
| Robinsonecio | \| \| Robinsonecio gerberifolius \| \| \| \| \| \| Robinsonecio porphyresthes \| \| \| \| |
|              | \| \| Robinsonecio gerberifolius \| \| \| \| \| \| Robinsonecio porphyresthes \| \| \| \| |
|              | Robinsonecio gerberifolius                                                                |
|              |                                                                                           |
|              | Robinsonecio porphyresthes                                                                |
|              |                                                                                           |